# Qisas
La qisās (o qesās) (en árabe: قصاص‎) es un término islámico que significa una "igual respuesta," y responde al principio de ojo por ojo, o ley del talión, inicialmente establecido por Hammurabi.
La qisas (por delitos de matar y herir): es una práctica entendida como represalia en el "orden social tribal" y realizada sobre la base de la "equivalencia social". Dependiendo de si la persona asesinada era hombre, mujer, esclava, libre, élite o común, se mató a alguien de la tribu del asesino (que es socialmente equivalente a la persona asesinada). Por ejemplo, solo un esclavo puede ser asesinado por esclavo y una mujer por mujer. La condición de "igualdad social" en la qisas significa que; "si una persona socialmente inferior mata a alguien de la clase alta, se aplicará la qisas", mientras que "si alguien de la clase alta mata a alguien de la clase baja, no se puede aplicar". En este caso, se puede pagar una indemnización (Diyya en el Islam) a la familia de la persona asesinada. 

## Corán y hadiz
En caso de asesinato, implica el derecho de los parientes de la víctima a reclamar la ejecución del asesino.
La condición de equivalencia social se incluye en el Corán;
"¡Oh, creyentes! Se os ha establecido la ley del talión en caso de homicidio: el libre por el libre, el esclavo por el esclavo, sean hombres o mujeres. A quien le sea indultada la pena de muerte por decisión de los familiares directos de la víctima, que agradezca de manera adecuada y que pague la indemnización correspondiente en el plazo establecido. Esto es un alivio de vuestro Señor y una misericordia. Pero quien después de aceptar la indemnización transgrediere [tratando de vengarse del homicida] tendrá un castigo doloroso".
Los hadices también menciona la qisas y le permite a las partes ofendidas no reclamar el derecho de la qisas como un acto de caridad o como purificación de los pecados.
"Les hemos prescrito en ella [la Torá, la ley del Talión]: Vida por vida, ojo por ojo, nariz por nariz, oreja por oreja, diente por diente, y con las heridas [también aplicad] la ley del talión. Y si los familiares de la víctima perdonan [que se le aplique la pena al culpable], le serán borrados [por ello] sus pecados. Quienes no juzgan conforme a lo que Allah ha revelado, ésos son los inicuos."

## Práctica actual
En la actualidad, la qisās es observado en aquellos estados que siguen la Shari'a, incluidos Arabia Saudita, Irán y Pakistán.
El tema de la qisās ganó la atención de los medios de prensa occidentales en el año 2009 cuando Ameneh Bahrami, una mujer iraní que quedó ciega como consecuencia de un ataque con ácido, exigió que su atacante Majiv Movahedi también fuera cegado. En el 2011, a último momento Bahrami se arrepintió de su exigencia, solicitando el día en que la sentencia iba a ser ejecutada que su atacante fuera perdonado.